# 上村川 (矢作川水系)
上村川（かみむらがわ）は、長野県および岐阜県を流れる矢作川水系の一級河川である。矢作川の支流ではあるが、流域面積と延長は本流側の上流よりも規模が大きい。澄ヶ瀬やななどの観光やながある。

## 地理
矢作川本流は長野県下伊那郡根羽村を源流としているが、上村川との合流点より上流部（根羽川とも呼ばれる）の延長は16km、流域面積は125km2であるのに対し、上村川の延長は25km、流域面積は211km2であり、規模を比較すると上村川のほうが大きい。

### 流路
恵那山の南方にある長野県下伊那郡平谷村の大川入山に源を発する。上流域では柳川と呼ばれる。平谷村では入川など村内の各支流を集め、平谷川と名を変えて西に流れる。
途中岐阜県との県境をなして流れ、岐阜県恵那市上矢作町内に入ると上村川に名を変える。上矢作町は上村（かんむら）と下原田村の二村が合併して誕生した町であり、川の名は旧村名に由来する。上矢作町の中心部である本郷では飯田洞川や木ノ実川を集める。上矢作町内では蛇行しながら南流し、愛知県との県境で矢作川の本流に合流する。

### 流域の自治体
長野県
下伊那郡根羽村、平谷村
岐阜県
恵那市

### 主な支流
- 入川
- 合川
- 茶屋川
- 飯田洞川
- 木ノ実川

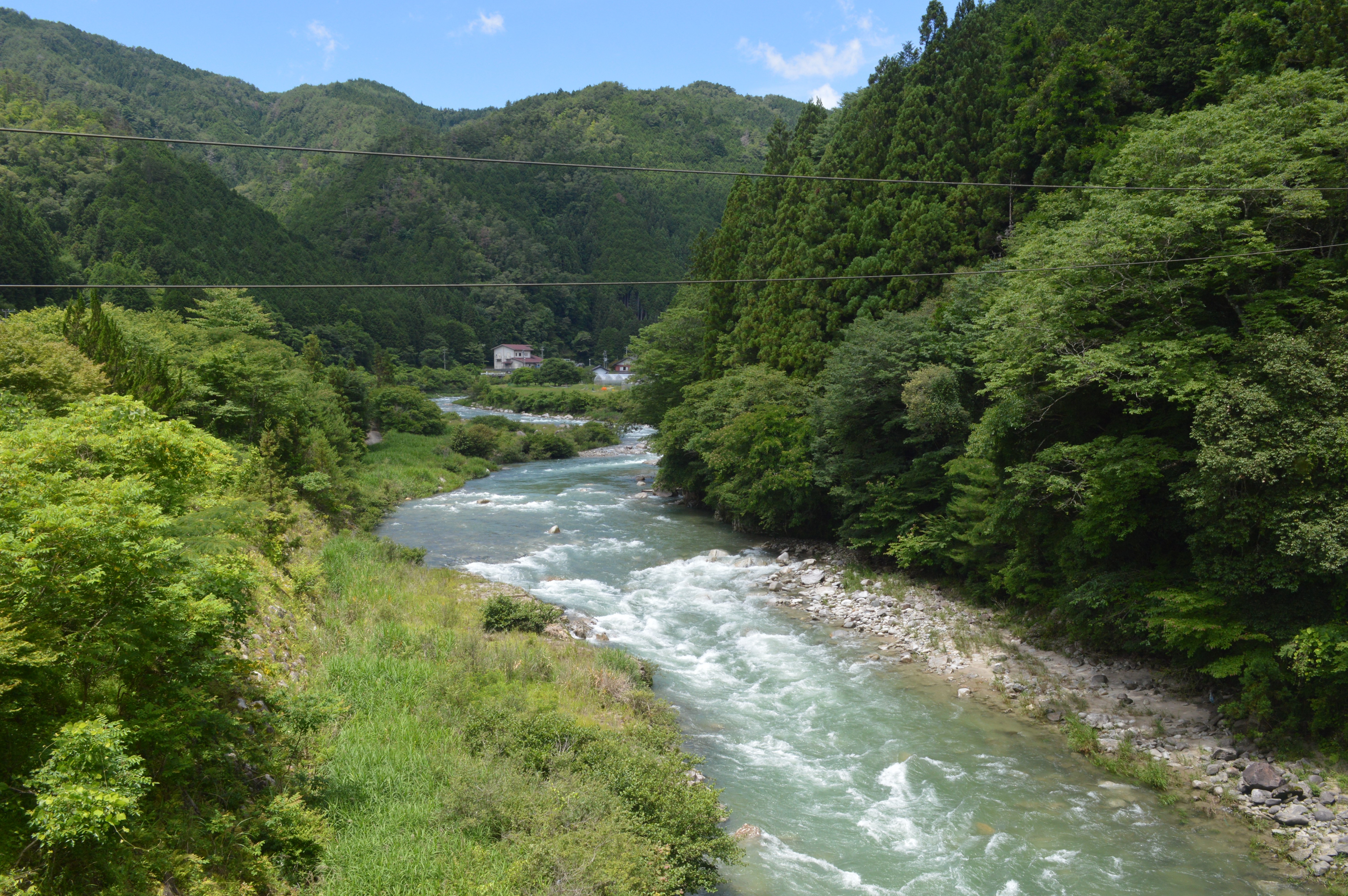
上村川（恵那市上矢作町下）
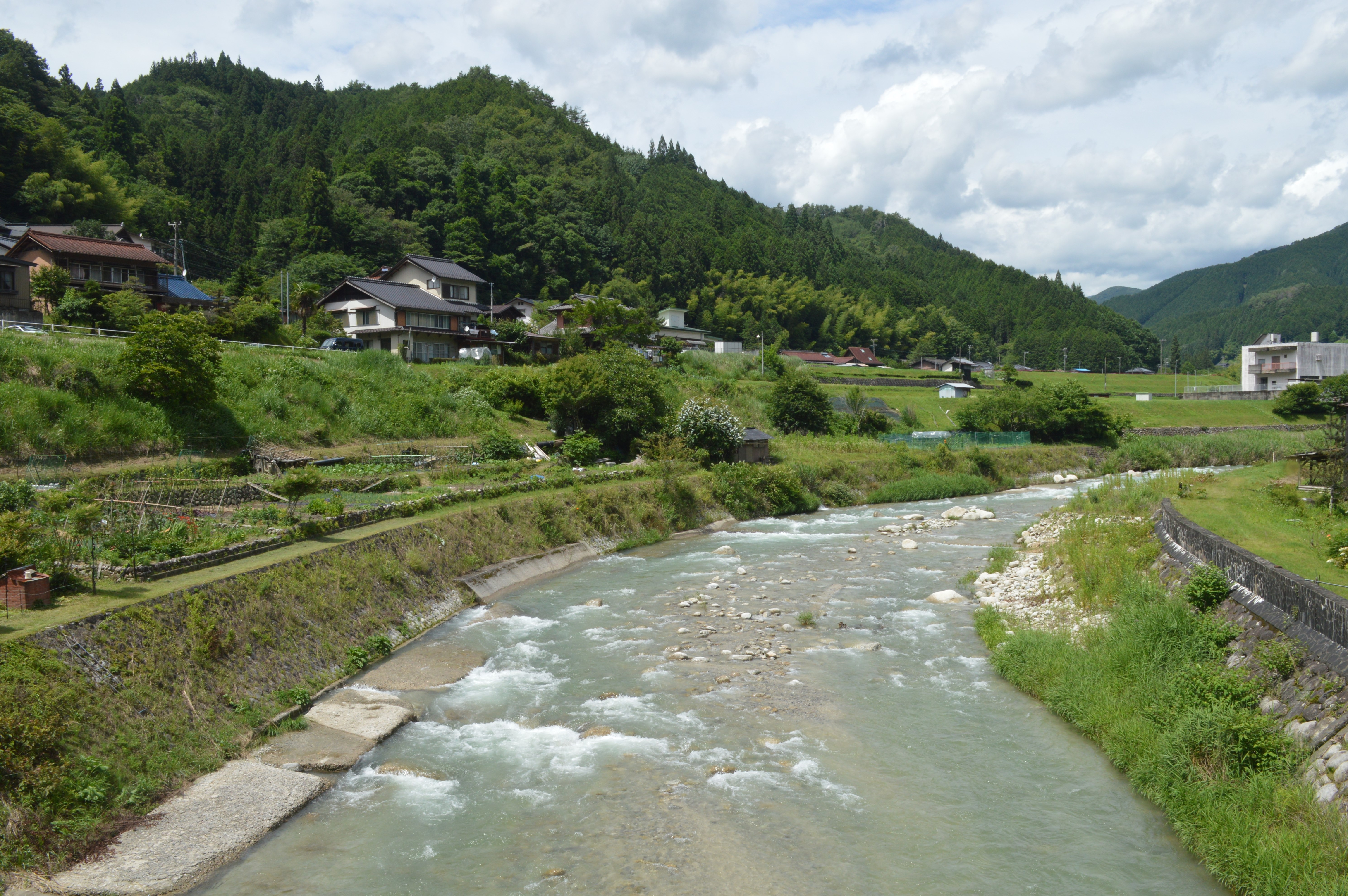
支流の飯田洞川（恵那市上矢作町本郷）

## 歴史

### 恵南豪雨

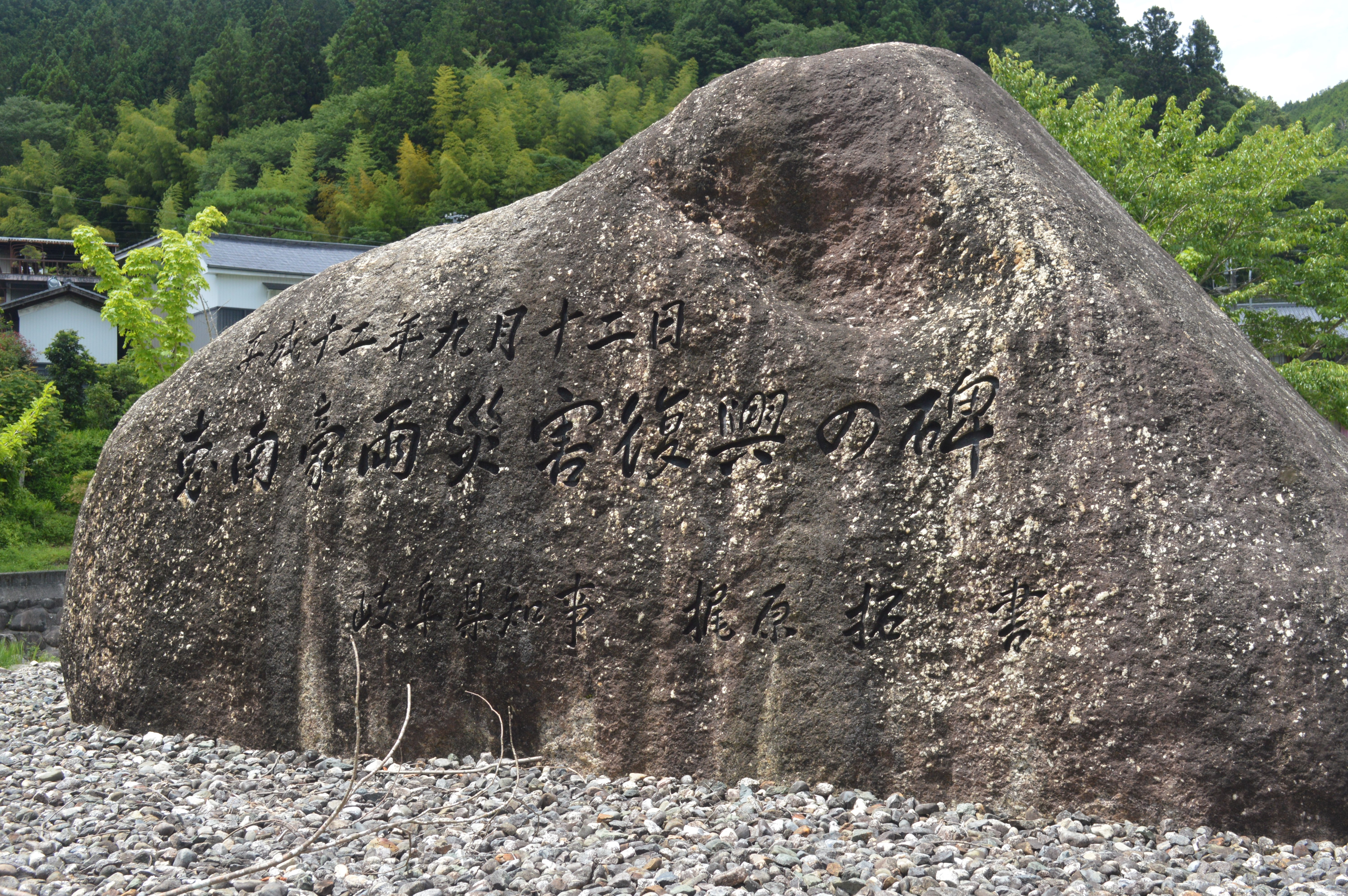
石碑「恵南豪雨災害復興の碑」

長野県と岐阜県の県境付近において、上村川は達原渓谷（たっぱらけいこく）という険しい渓谷を形成している。上村川上流部は花崗岩が風化した真砂土の土壌であるため、達原渓谷に並走する国道418号は大雨が降ると土砂崩れや崩壊が頻発し、過去に幾度となく通行不能となっている。
2000年（平成12年）9月の豪雨災害（全国的には東海豪雨、岐阜県においては恵南豪雨）では上村川流域で甚大な被害を出した。東海豪雨での最多総雨量を記録したのは上村川流域の槍ヶ入観測所であり、その総雨量は595mmに達した。流域に広く分布する人工林の荒廃の影響もあり、至る所で土砂崩れが頻出し、上村川に架かる橋の多くが流出したほか、大量の流木が矢作ダム湖（奥矢作湖）に流出するなどの大きな被害が出た。

### ダム建設計画
上村川はその全流域が岐阜県によって管理されている。だが国土交通省中部地方整備局は現在洪水調節や上水道供給を目的として、達原渓谷に特定多目的ダムである上矢作ダムの建設計画を策定した。ダムの高さは150.0mと日本屈指の規模を誇るダムとして計画され、恵南豪雨を機に堤防整備や河床掘削といった河川改修が困難な上村川の治水に寄与するとして期待された。しかし、地元では清流が失われることや水没する住民からの反対運動もあり、1993年（平成5年）に計画が発表されてから事業は進捗せず、2009年（平成20年）中部地方整備局より建設事業の見送りが発表された。

## 地名「海」

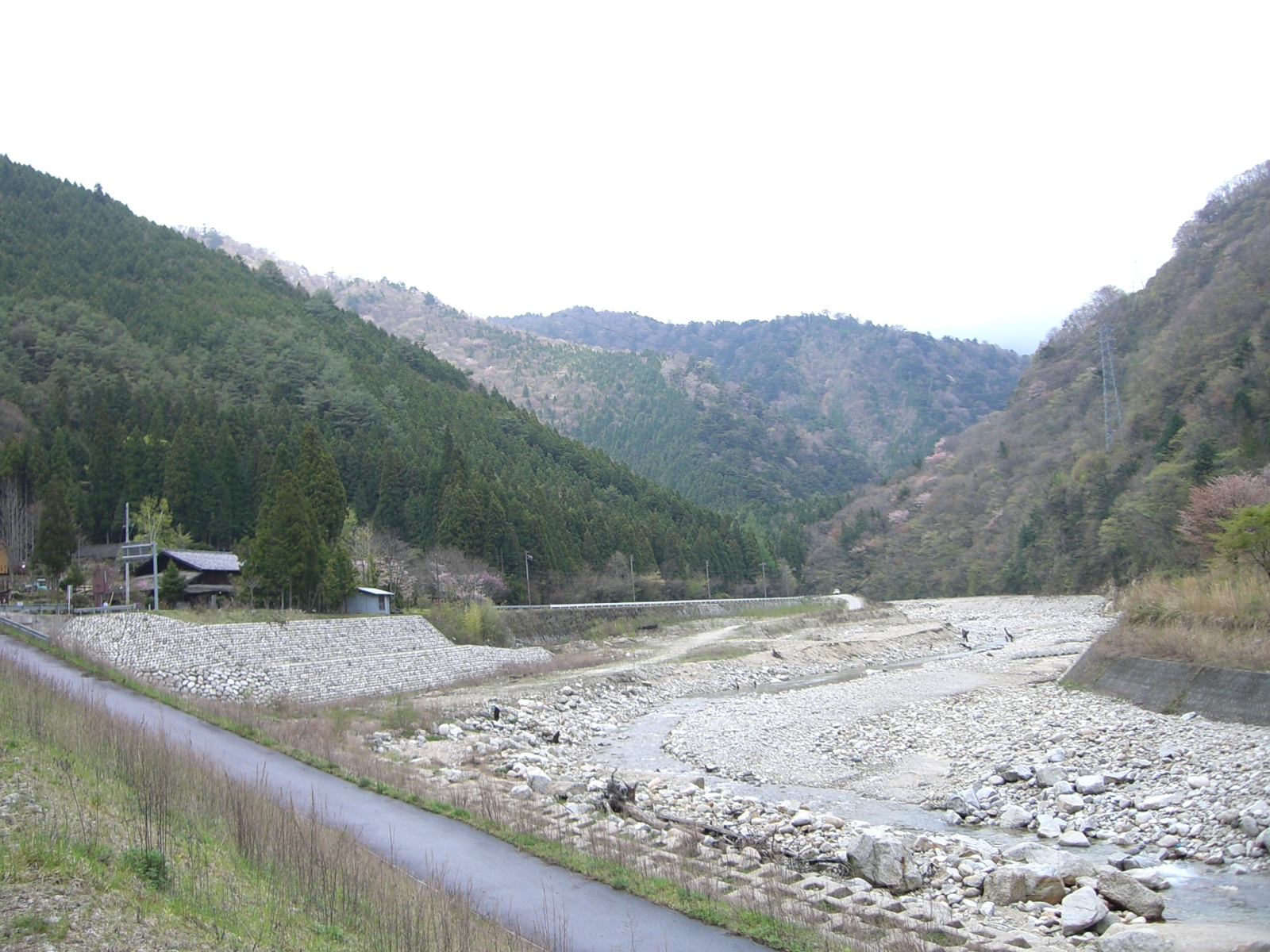
浸食により低下した河床に埋没木が確認できる恵那市上矢作町海

長野県と岐阜県の県境には恵那市上矢作町海という地名がある。ほとんどが急峻なV字谷である達原渓谷内では異様に広い河床が特徴的な場所である。恵南豪雨の際の大量の出水で洗われた河床から湖成層と大量の埋没木が確認され、かつてここに湖（堰止湖）があったことに由来する地名と考えられている。その下流の狭窄部には無数の巨礫からなる緩斜地があり、山体崩壊の跡と考えられることから、地震による山崩れによって上村川が堰き止められ、湖ができたものと推測されている。
年代測定の結果、山体崩壊が発生したのは16世紀後半であり、湖を形成した原因が天正地震である可能性が指摘されている。